# Juan Elías López de Tagle
Juan José Elías López de Tagle y Madariaga (Cartagena de Indias, 20 de julio de 1777-Portobelo, Panamá, 30 de marzo de 1819) fue un político neogranadino, héroe, prócer y mártir de la independencia de Colombia. Último gobernador interino del Estado Libre de Cartagena, confederado en las Provincias Unidas de la Nueva Granada.

## Nacimiento

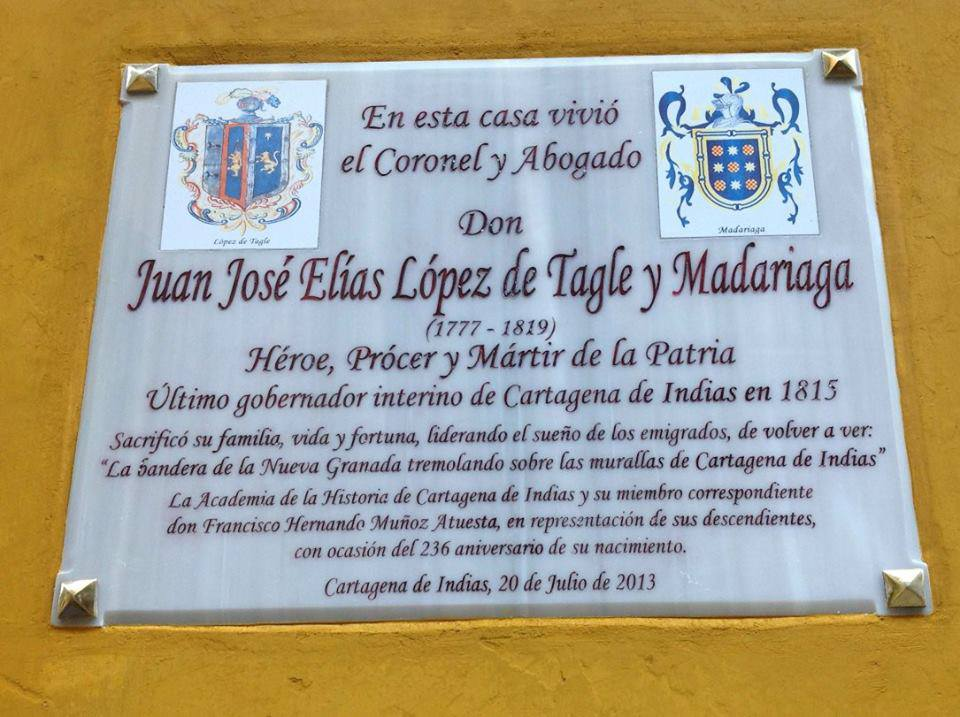
Placa in memoriam a Juan Elías López de Tagle.

Nació en la ciudad de Cartagena de Indias, en el hogar de José Antonio López de Tagle y Ortiz Muñoz y María Teresa Damiana de Madariaga Morales y Fernández de Gandarillas el 20 de julio de 1777, bautizado en la parroquia de la catedral de Santa Catalina de Alejandría el 27 de julio del mismo año.
Fueron sus hermanos: Josefa Teresa, María Antonia, José Antonio, María de los Santos y María Teresa López de Tagle y Madariaga.

Copia de la Partida de Bautismo:
"Parroquia de Santo Toribio.
Certifico Yo, el Maestro Don Juan José Enríquez, Presbítero Examinador Sinodal de este Obispado, Cura Rector de la Santa Iglesia Catedral, con actual ejercicio en su Vice-Parroquia de Santo Toribio, que en uno de los libros parroquiales a ella pertenecientes, en donde se apuntan las Partidas de Bautismos de Españoles que se hacen en ella, al reverso del folio 37 del libro segundo está un capítulo cuyo tenor es el siguiente:
En la ciudad de Cartagena de las Indias en 27 de julio de 1777. Yo, el Doctor don Nicolás José Ramos, Presbítero Abogado de los Reales Consejos de Su Majestad, Examinador Sinodal de este Obispado, Provisor y Vicario General en él, en esta Vice-Parroquia de Santo Toribio bauticé, puse óleo y crisma a Juan José Elías, hijo legítimo de Don José López de Tagle Ortiz, Alguacil Mayor Propietario del Tribunal del Santo Oficio de la Inquisición de esta ciudad, natural de la de Santander, Capital de su Obispado en los Reinos de España, y de su legítima mujer Doña María Teresa de Madariaga y Fernández de Gandarillas, natural de esta; abuelos paternos Don José López de Tagle y Ruiz, natural del lugar de Monegro, Jurisdicción de la Villa de Reynosa en España, y su legítima mujer Doña María Ortiz Muñoz natural del lugar de San Román, Jurisdicción de dicha ciudad de Santander; y maternos el Señor Conde de Pestagua Don Andrés de Madariaga Morales, y su legítima esposa Doña María Josefa de Fernández de Gandarillas y Jimeno, ambos naturales de esta ciudad, dijeron que nació en 20 del corriente.
Fueron padrinos el Señor Doctor Don Juan Félix de Villegas y Cossio, Inquisidor de este Tribunal de Inquisición, y Doña María Josefa López de Tagle y Madariaga."

## Temprana muerte de sus padres
María Teresa de Madariaga, la madre de Juan Elías López de Tagle, falleció el 10 de junio de 1781, a la edad de 33 años, a consecuencia de complicaciones sufridas durante el nacimiento de su hija María Teresa, quien fue bautizada con el mismo nombre de su madre. José Antonio López de Tagle y Ortiz, fallece el 20 de julio de 1785, día del octavo cumpleaños de su hijo Juan Elías, otorgó poder para testar a favor de su suegro el conde de Pestagua, el 9 de junio de 1784 y el 11 del mismo mes y año, un codicilo. Legó a sus hijos su mayorazgo en España y varias propiedades en la ciudad.

"Apartes de una carta del conde de Pestagua al Cabildo de Cartagena:  "...Y de los nietos menores, de cuatro soy tutor, y curador testamentario, hijos de Don José López Ortiz y de María Teresa mi legítima hija.
...Con ocasión de estos tengo a mi cargo las cuatro tutelas de los cuatro menores de dicho López, mis nietos, huérfanos de padre y madre. La mortuoria causa de ambos. Y la de López, que particularmente me ha sido, y es grandemente laboriosa, como hombre, que fue de bastante giro en esta ciudad, y reino, y de correspondencia con los de España, dejando cuentas con algunos sujetos de ellos, de La Habana, Panamá, Nicaragua, Popayán, etc. Y sesenta y cuatro casas en esta, que cuidar y administrar..." Transcripción: Francisco Hernando Muñoz Atuesta.

## Primeros años
Realizó sus estudios primarios en su ciudad natal en el Real Colegio Seminario de San Carlos Borromeo. Presentó informaciones ante el Real Colegio Mayor y Seminario de San Bartolomé, en Santafé de Bogotá, el 14 de octubre de 1789.

"Presentación Colegio de San Bartolomé: Fueron sus testigos: Juan Marimón Henríquez, de edad de 30 años, presbítero; José María del Real Hidalgo, de edad de 22 años. Consiliarios: Juan Barrio Huidrobo, Juan José Tovar, José Miguel de Rivas, Francisco Antonio Zea, José Manuel Rangel. Rector: Manuel de Andrade. Secretario: Antonio José de Viana. Fiscal: Pablo José de Uribe. N°1687. Exp. 1113. V.16. Fs. 8604 - 8607."

## Estudios superiores

Certificación Colegio de San Bartolomé

Certificación de don Joaquín de Hoyos, sobre la asistencia de don Juan Elías López de Tagle a su estudio en calidad de pasante de jurisprudencia

Diploma de Abogado de don Juan Elías López de Tagle

- "Como todos los jóvenes nobles de su época, fue al Colegio Real Mayor y Seminario Conciliar de San Bartolomé en Santafé. Vistió beca y allí coronó sus estudios de bachiller recibiéndose el 3 de agosto de 1801."[6]

- "Licenciado y Doctor en Filosofía y Teología en la Universidad Pontificia Santo Tomás de Aquino"[7]
- "Después de tres años de práctica forense, junto al reputado jurista Joaquín de Hoyos, recibe el título de Abogado de la Real Audiencia el 17 de octubre de 1804.  ...En 1805 Procurador Fiscal de San Bartolomé, y en dicha Universidad dictaba la cátedra de Elementos de Latinidad.  ...Como fiscal actuó para las informaciones presentadas por Francisco de Paula Santander, para obtener la beca en el Colegio de San Bartolomé.  ...Los de la postrera generación (1800-1808) ya serán en plena juventud, los protagonistas de la Independencia y los constructores de la República."[8]

Transcripción a la Certificación Colegio de San Bartolomé: "El Doctor don Pablo Francisco Plata, Vice-Rector encargado del rectorado de este Colegio Real Mayor, y Seminario de San Bartolomé de esta capital, etc. Certifico qué don Juan José Elías López, ha vestido la Beca de dicho Colegio en calidad de colegial formal, previas las solemnidades, e informaciones de nacimiento, y limpieza de sangre, que previenen las constituciones. Lo que por ser cierto así lo certifico a pedimento verbal del interesado, en Santafé a 22 de marzo de 1797 años.
Doctor Pablo Francisco Plata" Transcripción: Francisco Hernando Muñoz Atuesta

Transcripción a la Certificación del Doctor don José Joaquín de Hoyos y Gómez Castro: 
"El Doctor don Joaquín de Hoyos.Abogado de esta Real Audiencia, etc. Certifico en forma legal, y juro por Dios Nuestro Señor, y una cruz como esta + que el Doctor don Juan Elías López Tagle ha asistido diaria, y formalmente a mi estudio en calidad de pasante de jurisprudencia desde el día cinco de agosto del año de mil ochocientos uno, hasta hoy veinte y cuatro de septiembre de mil ochocientos cuatro, cumpliendo exactamente con las obligaciones de la clase, manifestando su aplicación, habilidad, bella índole, y arreglada conducta; lo que por ser cierto, público y notorio lo certifico y firmo en Santafé, dicho día, mes, y año." Transcripción: Francisco Hernando Muñoz Atuesta.

## Servicios a la corona española
"...En junio de 1808 el virrey Antonio Amar y Borbón, lo nombró teniente de gobernador y asesor letrado interino de la provincia de Santa Marta. Prestó el juramento de estilo ante la Real Audiencia el 13 de julio y tomó posesión del cargo el 16 de agosto siguiente, ante el gobernador Víctor Salcedo, el Cabildo de Santa Marta y las corporaciones de la ciudad.
A partir de 1808 y durante algunos meses de 1809, fue gobernador suplente de Santa Marta, por enfermedad del titular. Pretendió el empleo en propiedad, más al ser conferido a don Antonio Viana, se le destinó a la asesoría de Antioquia en julio de 1809. Dejando el mando siguió como miembro del poder legislativo..."